# 中国闽台缘博物馆
中国闽台缘博物馆坐落于福建省泉州市丰泽区北清东路212号，是展示中国大陆福建地區与台湾之间交往关系史的专题博物馆。
博物馆集收藏、展示、研究、交流和服务等功为一身。是研究大陆与台湾关系史特别是闽台关系史的重要机构。行政编制上，为福建省属市管副厅级事业单位。博物馆领导班子实行省市共管，由中共福建省委宣传部和中共泉州市委共同管理。

## 博物馆历史
中国闽台缘博物馆的前身是1980年代在泉州市鲤城区泉州天后宫创建的闽台关系史博物馆，是反映中国大陆（福建）与台湾历史关系的专题博物馆。1983年12月，泉州市文物管理委员会向福建省文物局呈文，提出修复泉州天后宫，布置泉州历史人物馆、闽台关系史博物馆。1984年，福建省文物局、财政局拨款修复泉州天后宫和筹建文物陈列馆。1985年，泉州市人民政府批复建立“闽台关系史博物馆”，在泉州天后宫大殿内布展，是为泉州市博物馆的一个专题馆。1989年9月，正式成立闽台关系史博物馆。1996年10月，“闽台缘专题展”正式开馆。
2004年11月24日，时任中共中央政治局常委李长春在泉州天后宫的闽台缘展览室视察。他指示，“闽台缘”专题展较系统地反映了海峡两岸的历史关系，在反对和遏制“文化台獨”和“法理台独”方面，发挥了博物馆文物陈列的独到作用，要将其办成全国对台宣传的重要基地。中共福建省委、福建省人民政府和中共泉州市委、泉州市人民政府最终选择新址扩建场馆。李长春视察的五天后，中共泉州市委即召开常委会会议，选定新馆建设用地。新馆总投资1.5亿元，总建筑面积1.5万平方米，规划用地100亩。
2005年2月24日，中国闽台缘博物馆开工奠基。同年11月，中宣部将正在建设中的中国闽台缘博物馆列入第三批爱国主义教育示范基地。中宣部、中共福建省委、中共福建省委宣传部都对中国闽台缘博物馆的建设进行过指导和协调。
2006年5月，博物馆已完成文物征集工作、布展基本结束，共征集和复制文物文献近1.5万件，其中国家级文物129件，展览文本由厦门大学台湾研究所的二十多名专家教授编写。5月20日，中国闽台缘博物馆开馆庆典内容之一的广场民俗表演首次进行实地彩排。当地预计于5月25日至27日，举办开馆庆典。5月27日，正式竣工开馆，成为中国第五座建成的属地国家级博物馆。时任中共中央政治局常委、全国政协主席贾庆林致信祝贺。

## 博物馆建筑
博物馆座落于泉州市西北侧，北倚风景区清源山，南接泉州西湖。开馆时，博物馆占地154.2亩，主体建筑面积23,332平方米，高度43米。
闽台缘博物馆共分为四层，展厅总面积7,355平方米。其中，博物馆一层设为国际学术报告厅、库房等。二层为综合主题馆，按地缘、血缘、法缘、商缘、文缘的闽台关系五缘渊源来设计，分为七个部份，展示闽台两地、海峡两岸从古至今的关系。三层为乡土闽台专题馆、临时展厅等，其中乡土闽台专题馆按“春夏秋冬”四个时节，展现海峡两岸共同的民俗风情。四层为信息中心和办公场所。

### 展馆主题分布
- 第一部分、远古家园
- 第二部分、血脉相亲
- 第三部分、隶属与共
- 第四部分、开发同工
- 第五部分、文脉相承
- 第六部分、诸神同祀
- 第七部分、风俗相通

### 建筑特色
- 建筑特色：博物馆采用“天圆地方”的设计理念[7]，四道斜阶构成博物馆建筑的外观主体，很好的体现了设计理念。同时达到了主体建筑天圆馆顶到地方的过渡，恰到好处的体现了建筑美。每道斜阶有108个台阶，可以直通馆顶的观景天台，纵览泉州市区全景。整座建筑充分利用红砖、白石等闽南特色建筑风格出色地体现闽台特色，成为泉州标志性的建筑。
- 和平莲
- 大型景观广场位置
- 巨幅石雕
- 火药爆绘壁画
- 综合主题馆
- “乡土闽台”专题馆
- 闽台民间工艺精品展
- 闽台著名画家作品展

## 接驳交通
公交站
- 场内始发：37路
- 途径站点：201路、203路、601路、603路、K204路、K205路

公共自行车
- 闽台缘博物馆站